# Abdulkarim al-Ali
Abdulkareem Salem Abdallah al-Ali al-Enezi (arabisch عبد الكريم سالم عبد الله العلي, DMG ʿAbd al-Karīm Sālim ʿAbd Allāh al-ʿAlī; * 25. März 1991) ist ein katarischer Fußballspieler. Er ist auf dem Spielfeld in der Abwehr beheimatet und führt diese Rolle zumeist als linker Verteidiger aus.

## Karriere

### Verein
Er startete seine Karriere beim al-Rayyan SC. Wann sein erstes Spiel für die Mannschaft war, ist nicht ganz bekannt. In den folgenden Jahren gewann seine Mannschaft drei Mal den Emir of Qatar Cup, inwieweit er an den ersten beiden Titeln Beteiligung hatte, lässt sich aber nicht sagen. In der Saison 2012/13 hatte er aber dann auf jeden Fall schon mehr Einsätze, während er mit der Mannschaft nun seinen dritten Pokal gewann.
Zur Saison 2015/16 folgte dann eine Leihe zum al-Sailiya SC. Nach dem Ende der Leihe kehrte er für die nächste Saison zu seinem Stammklub zurück, kam hier dann aber erst wieder zur zweiten Saisonhälfte zum Einsatz. Danach wechselte er zur Spielzeit 2017/18 fest zu al-Sailiya und unterschrieb hier einen Vertrag über zwei Jahre. Hier bekam er dann auch wieder mehr Einsätze. Nach dem Ende seines Kontrakts schloss er sich nun zur Runde 2019/20 dem al-Bidda SC an, mit welchem er aber nur noch zweitklassig spielte.
Seit der Saison 2021/22 steht er bei al-Arabi unter Vertrag. Dort sind von ihm aber keine Einsätze bekannt.

### Nationalmannschaft
Seinen ersten Einsatz im Dress der katarischen A-Nationalmannschaft hatte er am 17. April 2013 bei einem 2:0-Freundschaftsspielsieg über Palästina. Hier wurde er zur zweiten Hälfte des Spiels für Hamid Ismail eingewechselt. Nach einem weiteren Freundschaftsspiel im Oktober erhielt er auch weitere Einsätze in der Qualifikation für die Asienmeisterschaft 2015. Nach drei gespielten Partien wurde er aber zunächst nicht mehr berücksichtigt.
Über knapp vier Jahre lang wurde er nicht mehr in einem Spiel der Nationalmannschaft eingesetzt. Erst am 23. August 2017 lief er bei einem Freundschaftsspiel gegen Turkmenistan wieder auf. Ein paar Tage danach nahm er auch an einem Spiel der Qualifikation für die Weltmeisterschaft 2018 teil. Das Jahr endete für ihn mit zahlreichen weiteren Einsätzen bei Freundschaftsspielen als auch der Teilnahme am Golfpokal 2017, wo er auch zu zwei Partien mit Beteiligung kam.
Das Jahr 2018 begann für ihn dann im September mit Freundschaftsspielen, die als Vorbereitung für die Asienmeisterschaft 2019 dienten, bei diesem Turnier war er schlussendlich dann auch im finalen Kader und wurde dort im Gruppenspiel gegen den Libanon sowie im Viertelfinale gegen Südkorea eingesetzt. So hatte er Anteil an dem Turniersieg seiner Mannschaft sowie dem ersten Asienmeistertitel der Verbandsgeschichte seines Landes.

## Erfolge

### National
- Emir-of-Qatar-Cup-Sieger
  - 2009/10, 2010/11, 2012/13

### International
- Gewinner der Asienmeisterschaft
  - 2019